# Калар (морской буксир)
«Калар» — морской буксир и транспорт снабжения проекта B-92/II (Нефтегаз). Построен на «Сточня Щецинская им. Адольфа Варского» (Щецин, Польша) под строительным номером 215. Морской буксир имеет ледовый класс A2. При строительстве и до 1990 года имел название «Нефтегаз-65».

## Конструкция

### Размеры
Габаритная длина: 81,37 м
Длина между перпендикулярами: 71,45 м
Расчетная ширина: 16,30 м
Осадка с грузом: 5,0 м

### Грузовые возможности
- Тоннаж валовой: 2723 тонн
- Суммарный дедвейт: 1393 тонн
- Чистый: 805 тонн
- Размеры палубы: 36,5 × 11,35 = 414,28 м²
- Складская ёмкость для навалочных грузов: 4 × 38 м3 = 152 м³
- Грузовместимость палубы: 600 тонн
- Прочность палубы: 5 тонн/м²

### Навигационное оборудование и средства связи
РЛС: Две станции

ГМССБ: Furuno, Sailor

Гирокомпас: «Vega»

Автопилот: «Aist»

Эхолот: NEL-M3B (0 — 500 м)

Электронный лаг: IEL-2M

Inmarsat-C: T&T, Sailor

GPS: GP80

### Двигатель и машинное оборудование
Главные двигатели: «Згода-Зульцер» 6ZL40/48 (дизели) 2×3600 л.с.

Гребные винты: 2 двухвинтовых ГВ с регулируемым шагом в направляющих насадках

Носовые подруливающие устройства: Zamex 1 × 505 л.с. (384 кВт)

Рули: 2 руля типа Space

Вспомогательные двигатели: 3 × 6 AL 20/24 (420 кВт)

Аварийный дизель-генератор: 1 × 125 кВт

Компрессор: 2 × 140 м3/ч. (0,35 мПа)

Максимальная скорость с полной нагрузкой: 15 узлов (расход: 20 тонн / 24 ч.)

Экономическая скорость с полной нагрузкой: 8,5 узлов (расход: 12 тонн / 24 ч.)

Качество используемого топлива: IFO-60, MGO

Запас топлива: 700 тонн

Расход топлива: 1 × 68 м3/ч. 0,63 мПа

Запас балластной пресной воды для разбавления бурового раствора: 400 тонн

Расход балластной пресной воды для разбавления бурового раствора: 2 × 100 м3/ч. 0,65 мПа

Запас питьевой воды: 300 тонн

Расход питьевой воды: 1 × 100 м3/ч. 0,65 мПа

### Палубные механизмы и оборудование
Буксирная/якорная лебёдка: Tovimor-Torun, Польша. HD 150 A 0202 (2 барабана)

Способность натяжения барабана: 150 тонн каждый

Буксирный трос: 1000 м (60 мм диаметр)

Якорная цепь: 2 × 550 м (40 мм диаметр)

Брашпиль: 55 кВт, скорость подъёма = 17 м/мин. (3 скорости)

Шпиль: 50 кН (3 скорости)

Противопожарный насос: 2 × 12 кг/см2 (подача 150 м3/ч.)

Водяные стволы противопожарных насосов: 4 × DWP-24 (подача 140 м3/ч., 0,65 мПа)

Крановая установка: г/п 12,5 тонн, стрела 12 м (правый борт), г/п 12,5 тонн, стрела 3 м (левый борт)

Вспомогательные лебёдки: 350 м (20 мм диаметр)

## История службы

### 1990-е
«Нефтегаз-65» был спущен на воду 31 марта 1989 года и 5 мая 1990 года передан Дальневосточному морскому пароходству ММФ СССР. Далее в 1990 году морской буксир был передан Краснознамённому Тихоокеанскому флоту ВМФ СССР и переименован в «Калар», а 26 июля 1992 года на буксире подняли Андреевский флаг.
В 1993 году — работа в порту Камрань. Согласно телеграмме Главкома ВМФ № 743/4/080 от 11.02.93 на имя командующего ТОФ МБ «Калар» 27 марта 1993 года должен был сопровождать СБС «Фотий Крылов» из Сингапура во Владивосток.

### 2000-е
C 17 по 19 октября 2005 года российские корабли под командованием замкомандующего ТОФ вице-адмирала Сергея Авраменко в составе гвардейского ракетного крейсера «Варяг», больших противолодочных кораблей «Адмирал Трибуц» и «Адмирал Пантелеев», среднего морского танкера «Печенга», морского буксира «Калар» и атомной подводной лодки К-295 «Самара» приняли участие в крупномасштабных российско-индийских военно-морских учениях «Индра-2005» с привлечением подразделений ВДВ России и Индии. Цель учений — подготовка к взаимодействию в случае необходимости отражения атаки террористов. На пути следования отряд заходил с визитами в порты Джакарта (Индонезия), Сингапур (Сингапур), Хайфон (Вьетнам) и Саттахип (Таиланд).
2009 год — работы по обеспечению проекта «СахалинМорНефтеГаз».

### 2010-е
В 2012 году с 25 августа по 17 сентября МБ «Калар» совместно с БДК «Адмирал Невельской» приняли участие в пятом военно-историческом морском «Походе Памяти». Были отданы почести советским морякам погибшим при освобождении Курильских островов и Сахалина в годы Второй мировой войны в период проведения Сахалинской наступательной и Курильской десантной операций в августе 1945 года. Так же почтили память моряков погибших на ПЛ «М-49», «М-63», «Л-19» и «Ваху» ВМС США, не вернувшихся из боевых походов.

Экипажи с МБ «Калар» и БДК «Адмирал Невельской» совместно с ветеранами приняли участие в торжественных мероприятиях посвящённых 365-летию со дня основания города Охотска.
3 июня 2013 года отряд кораблей Тихоокеанского флота в составе ЭМ «Быстрый», БДК «Ослябя» и МБ «Калар» отправился из Владивостока в военно-исторический морской «Поход Памяти» по маршруту Сахалин — Курильские острова — Камчатка — Охотск. Этот поход посвящён Дню победы, 282-й годовщине ТОФ и 200-летию со дня рождения адмирала Геннадия Ивановича Невельского. В честь этого похода был создан ряд памятных знаков, два из которых с изображением морского буксира «Калар»
С 19 октября по 23 декабря 2013 года выполнение задач в океанской зоне Азиатско-Тихоокеанского региона в составе отряда боевых кораблей Тихоокеанского флота БПК «Адмирал Виноградов», МБ «Калар» и СМТ «Иркут» под командованием капитана 1-го ранга Андрея Кузнецова. В ходе выполнения задач отряд кораблей с 22 по 27 октября посетил с неофициальным визитом южнокорейский порт Пусан. С 13 по 18 ноября корабли впервые за несколько десятилетий посетили порт Янгона (Мьянма). А с 16 по 21 декабря 2013 года деловой визит в Японскую военно-морскую базу Майдзуру. По окончании визита были проведены российско-японские морские маневры на побережье японского острова Хонсю. 25 февраля 2014 года отряд кораблей вернулся во Владивосток. За время пятимесячного похода отряд прошел более 15 тысяч миль.
С 22 по 25 мая 2014 года в акватории Восточно-Китайского моря прошли третьи совместные Российско-Китайские военно-морские учения под командованием капитана 1-го ранга Сергея Липилина «Морское взаимодействие — 2014». С Российской стороны в учениях приняли участие ГКР «Варяг», ЭМ «Быстрый», БПК «Адмирал Пантелеев», БДК «Адмирал Невельской», МБ «Калар» и СМТ «Илим». Военные моряки отработали совместные действия по противовоздушной обороне, обнаружению и опознанию целей, освобождению и конвоированию условно захваченного судна. На торжественном открытии маневров присутствовали президент России Владимир Путин и председатель правительства КНР Си Цзиньпин. По прибытии во Владивосток 1 июня экипажи кораблей встретили оркестром и жареным поросенком.

## Современное состояние
МБ «Калар» входит в состав 31-й бригады судов обеспечения ТОФ, 2-й группы судов обеспечения. Место постоянной дислокации — Владивосток. Ежегодно принимает участие в учениях Тихоокеанского флота, выполняет задачи в акваториях Тихого и Индийского океанах. IMO 8418552, позывной ULPB.